# Théodore Lavignère
Théodore Lavignère, né le 30 avril 1806 à Saint-Bonnet-de-Bellac (Haute-Vienne) et mort le 12 novembre 1879 à Bussière-Poitevine (Haute-Vienne), est un homme politique français.

## Biographie
Avocat à Bellac, il est le leader local de l'opposition sous la Monarchie de Juillet. Il est procureur de la République à Bellac de 1848 à 1850. Opposant à l'Empire, il est sous-préfet de Bellac après le 4 septembre 1870. Il est député de la Haute-Vienne de 1876 à 1877, siégeant à gauche. Il est l'un des 363 députés qui refusent la confiance au gouvernement de Broglie, le 16 mai 1877.

## Sources
- « Théodore Lavignère », dans Adolphe Robert et Gaston Cougny, Dictionnaire des parlementaires français, Edgar Bourloton, 1889-1891 [détail de l’édition]